# Jan Bamert
Jan Bamert (9 marzo 1998) è un calciatore svizzero, difensore del Thun.

## Caratteristiche tecniche
È un difensore centrale, adattabile anche al ruolo di terzino, dotato fisicamente e con un grande senso della posizione; è stato paragonato all'italiano Alessio Romagnoli.

## Carriera

### Club
Cresciuto nel settore giovanile del Grasshoppers, il 28 luglio 2017 viene acquistato dal Sion, con cui firma un contratto di cinque anni.

### Nazionale
Ha giocato in tutte le Nazionali giovanili della Svizzera, dall'Under-15 all'Under-21. Con quest'ultima formazione ha preso parte al Campionato europeo Under-21 2021.

## Statistiche

### Presenze e reti nei club
Statistiche aggiornate al 16 dicembre 2017.
| Stagione            | Squadra             | Campionato          | Campionato | Campionato | Coppe nazionali | Coppe nazionali | Coppe nazionali | Coppe continentali | Coppe continentali | Coppe continentali | Altre coppe | Altre coppe | Altre coppe | Totale | Totale | Totale |
| Stagione            | Squadra             | Comp                | Pres       | Reti       | Comp            | Pres            | Reti            | Comp               | Pres               | Reti               | Comp        | Pres        | Reti        | Pres   | Reti   |        |
| ------------------- | ------------------- | ------------------- | ---------- | ---------- | --------------- | --------------- | --------------- | ------------------ | ------------------ | ------------------ | ----------- | ----------- | ----------- | ------ | ------ | ------ |
| 2015-2016           | Grasshoppers        | SL                  | 16         | 0          | CS              | -               | -               | -                  | -                  | -                  | -           | -           | -           | 16     | 0      |        |
| 2016-2017           | Grasshoppers        | SL                  | 27         | 1          | CS              | 2               | 1               | UEL                | 5                  | 0                  | -           | -           | -           | 34     | 1      |        |
| Totale Grasshoppers | Totale Grasshoppers | Totale Grasshoppers | 43         | 1          |                 | 2               | 1               |                    | 5                  | 0                  |             | -           | -           | 50     | 2      |        |
| 2017-2018           | Sion                | SL                  | 14         | 0          | CS              | 2               | 0               | UEL                | -                  | -                  | -           | -           | -           | 16     | 0      |        |
| Totale carriera     | Totale carriera     | Totale carriera     | 57         | 1          |                 | 4               | 1               |                    | 5                  | 0                  |             | -           | -           | 66     | 2      |        |

### Cronologia presenze e reti in nazionale
| Cronologia completa delle presenze e delle reti in nazionale ― Svizzera under 21 | Cronologia completa delle presenze e delle reti in nazionale ― Svizzera under 21 | Cronologia completa delle presenze e delle reti in nazionale ― Svizzera under 21 | Cronologia completa delle presenze e delle reti in nazionale ― Svizzera under 21 | Cronologia completa delle presenze e delle reti in nazionale ― Svizzera under 21 | Cronologia completa delle presenze e delle reti in nazionale ― Svizzera under 21 | Cronologia completa delle presenze e delle reti in nazionale ― Svizzera under 21 | Cronologia completa delle presenze e delle reti in nazionale ― Svizzera under 21 |
| Data                                                                             | Città                                                                            | In casa                                                                          | Risultato                                                                        | Ospiti                                                                           | Competizione                                                                     | Reti                                                                             | Note                                                                             |
| -------------------------------------------------------------------------------- | -------------------------------------------------------------------------------- | -------------------------------------------------------------------------------- | -------------------------------------------------------------------------------- | -------------------------------------------------------------------------------- | -------------------------------------------------------------------------------- | -------------------------------------------------------------------------------- | -------------------------------------------------------------------------------- |
| 1-9-2017                                                                         | Bienne                                                                           | Svizzera under 21                                                                | 0 – 3                                                                            | Galles under 21                                                                  | Qual. Europeo Under-21 2019                                                      | -                                                                                | 95’                                                                              |
| 5-9-2017                                                                         | Ovidiu                                                                           | Romania under 21                                                                 | 1 – 1                                                                            | Svizzera under 21                                                                | Qual. Europeo Under-21 2019                                                      | -                                                                                |                                                                                  |
| 6-10-2017                                                                        | Lugano                                                                           | Svizzera under 21                                                                | 0 – 2                                                                            | Romania under 21                                                                 | Qual. Europeo Under-21 2019                                                      | -                                                                                | 67’                                                                              |
| Totale                                                                           |                                                                                  | Presenze                                                                         | 3                                                                                |                                                                                  | Reti                                                                             | 0                                                                                |                                                                                  |

## Palmarès

### Club

#### Competizioni nazionali
- Challenge League: 1

Thun: 2024-2025